# Age of Love
Age of Love est considéré comme l'un des premiers groupes de musique trance.
Il est composé de Bruno Sanchioni (BBE) et de Giuseppe Cherchia, plus connu sous le nom de scène Pino d'Angiò (ami et collaborateur d'Emmanuel Top sous le nom de scène Brainwave au tout début des années 1990 lors de l'apparition de la house, de la techno et de la trance en Europe) au Diki Studio (Diki Records) à Mouscron en Belgique.
Les maxi vinyles  du même nom, avec  The Age Of Love (Radio Version)/The Age Of Love (Flying Mix) et The Age Of Love (New Age Mix)/The Age Of Love (Boeing Mix) de 1990, composés lors du Second Summer of Love sont des morceaux proches de la new beat et de la House progressive sortis en pleine vague acid house et qui par la même occasion constituent la véritable matrice musicale des dix premières années de trance.
Il fut mixé de nouveau en 1992 par le duo Jam & Spoon (Jam El Mar et Mark Spoon) avec le Watch Out For Stella (Club Mix) qui le firent connaître, et même gagner davantage en popularité que le morceau original sorti en 1990 aux quatre coins de l'Europe. Ces deux morceaux sont des références pour les amateurs éclairés de techno, de trance et de musiques électroniques.

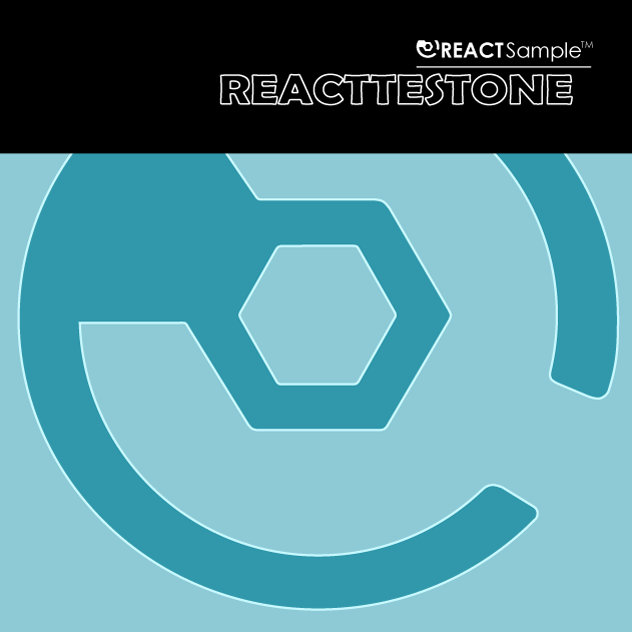
The Age Of Love (Watch Out For Stella Mix) de l'album Test One par React Music en 1992

À ce jour, le morceau continue d'être remixé et présenté sur des compilations. En août 2013, la base de données du site web Discogs recensait un total de 87 versions connues à son catalogue, et 346 apparitions sur des compilations.

## Discographie
Singles
- 1990 : The Age of Love (Original Versions)
- 1992 : The Age of Love (The Jam & Spoon Mixes)
- 1997 : The Age of Love (The Remixes)
- 1998 : The Age of Love ’98
- 2000 : The Age of Love (Remixes)
- 2004 : The Age of Love 2004
- 2008 : The Age of dub - Ed Solo 2008
- 2010 : The Age of Love 2010
- 2017 : The Age of Love (Solumun Remix) & The Age of Love (Solumun Renaissance Remix)
- 2022 : The Age of Love (Charlotte de Witte & Enrico Sangiuliano Remix)
- 2022 : Age of Love (Artbat Rave mix)